# Estréelles
Estréelles és un municipi francès situat al departament del Pas de Calais i a la regió dels Alts de França. L'any 2007 tenia 324 habitants.

## Demografia

### Població
El 2007 la població de fet d'Estréelles era de 324 persones. Hi havia 112 famílies de les quals 20 eren unipersonals (8 homes vivint sols i 12 dones vivint soles), 32 parelles sense fills i 60 parelles amb fills.
La població ha evolucionat segons el següent gràfic:
Habitants censats

### Habitatges
El 2007 hi havia 129 habitatges, 113 eren l'habitatge principal de la família, 13 eren segones residències i 3 estaven desocupats. 128 eren cases i 1 era un apartament. Dels 113 habitatges principals, 89 estaven ocupats pels seus propietaris, 23 estaven llogats i ocupats pels llogaters i 1 estava cedit a títol gratuït; 1 tenia una cambra, 4 en tenien dues, 14 en tenien tres, 27 en tenien quatre i 67 en tenien cinc o més. 89 habitatges disposaven pel capbaix d'una plaça de pàrquing. A 44 habitatges hi havia un automòbil i a 66 n'hi havia dos o més.

### Piràmide de població
La piràmide de població per edats i sexe el 2009 era:
| Homes | Edats   | Dones |
| ----- | ------- | ----- |
| 0     | 95 o +  | 0     |
| 0     | 90 a 94 | 0     |
| 0     | 85 a 89 | 4     |
| 4     | 80 a 84 | 4     |
| 4     | 75 a 79 | 0     |
| 12    | 70 a 74 | 8     |
| 4     | 65 a 69 | 8     |
| 4     | 60 a 64 | 0     |
| 12    | 55 a 59 | 12    |
| 0     | 50 a 54 | 8     |
| 4     | 45 a 49 | 0     |
| 28    | 40 a 44 | 20    |
| 8     | 35 a 39 | 16    |
| 4     | 30 a 34 | 4     |
| 4     | 25 a 29 | 4     |
| 8     | 20 a 24 | 8     |
| 8     | 15 a 19 | 32    |
| 16    | 10 a 14 | 12    |
| 0     | 5 a 9   | 16    |
| 16    | 0 a 4   | 4     |

## Economia
El 2007 la població en edat de treballar era de 208 persones, 157 eren actives i 51 eren inactives. De les 157 persones actives 144 estaven ocupades (81 homes i 63 dones) i 13 estaven aturades (5 homes i 8 dones). De les 51 persones inactives 11 estaven jubilades, 28 estaven estudiant i 12 estaven classificades com a «altres inactius».

### Ingressos
El 2009 a Estréelles hi havia 119 unitats fiscals que integraven 342,5 persones, la mediana anual d'ingressos fiscals per persona era de 17.010 €.

### Activitats econòmiques
Dels 5 establiments que hi havia el 2007, 1 era d'una empresa extractiva i 4 d'empreses de comerç i reparació d'automòbils.
L'any 2000 a Estréelles hi havia 4 explotacions agrícoles que ocupaven un total de 260 hectàrees.

## Poblacions properes
El següent diagrama mostra les poblacions més properes.